# Sewdalin Minczew
Sewdalin Minczew Angełow (bułg. Севдалин Минчев Ангелов; ur. 25 lipca 1974 w Gornej Orjachowicy) – bułgarski sztangista, czterokrotny olimpijczyk, brązowy medalista olimpijski, wielokrotny medalista mistrzostw świata oraz Europy w podnoszeniu ciężarów.

## Biografia
Startował w wadze muszej (do 52/54 kg), koguciej (do 59 kg) oraz piórkowej (do 62/64 kg). Czterokrotnie uczestniczył w letnich igrzyskach olimpijskich: w 1992 w Barcelonie oraz w 2004 w Atenach nie został sklasyfikowany z powodu niezaliczenia żadnej próby w podrzucie, w 1996 w Atlancie zdobył brązowy medal w wadze muszej, natomiast w 2000 w Sydney formalnie zdobył brąz, ale został zdyskwalifikowany po pozytywnym teście antydopingowym, w którym wykryto furosemid. Był pięciokrotnym medalistą mistrzostw świata (srebro – 1991; brąz – 1994, 1997, 1998, 1999) oraz jedenastokrotnym medalistą mistrzostw Europy (złoto – 1992, 1999, 2004, 2005; srebro – 1991, 1993, 1994, 1995, 1996, 1997, 2000). W kraju był pięciokrotnym zdobywcą złotych medali mistrzostw Bułgarii (1993, 1994, 1996, 1997, 1999), jak również dwukrotnym zdobywcą medali srebrnych (1991, 1995). Podczas swojej kariery dwukrotnie ustanowił rekordy świata w rwaniu: w 1994 w Sokolovie (125 kg w wadze muszej) oraz w 1995 w Warszawie (138,5 kg w wadze koguciej).

## Osiągnięcia

### Letnie igrzyska olimpijskie
- Barcelona 1992 – nie sklasyfikowany (waga musza)
- Atlanta 1996 –  brązowy medal (waga musza)
- Sydney 2000 – zdyskwalifikowany za stosowanie środków dopingujących (waga kogucia)
- Ateny 2004 – nie sklasyfikowany (waga kogucia)

### Mistrzostwa świata
- Donaueschingen 1991 –  srebrny medal (waga musza)
- Stambuł 1994 –  brązowy medal (waga musza)
- Chiang Mai 1997 –  brązowy medal (waga kogucia)
- Lahti 1998 –  brązowy medal (waga piórkowa)
- Ateny 1999 –  brązowy medal (waga piórkowa)

### Mistrzostwa Europy
- Władysławowo 1991 –  srebrny medal (waga musza)
- Szekszárd 1992 –  złoty medal (waga musza)
- Sofia 1993 –  srebrny medal (waga musza)
- Sokolov 1994 –  srebrny medal (waga musza)
- Warszawa 1995 –  srebrny medal (waga kogucia)
- Stavanger 1996 –  srebrny medal (waga kogucia)
- Rijeka 1997 –  srebrny medal (waga musza)
- A Coruña 1999 –  złoty medal (waga piórkowa)
- Sofia 2000 –  srebrny medal (waga piórkowa)
- Kijów 2004 –  złoty medal (waga piórkowa)
- Sofia 2005 –  złoty medal (waga piórkowa)